# Inđija
Inđija (srpski: Инђија) je grad u AP Vojvodina u Srbiji. Nalazi se na sredini puta između Beograda i Novog Sada i udaljena je od Rume 25 km. Ima 26.244 stanovnika. Inđija je središte istoimene općine.

## Povijest
Srednjovjekovna Inđija nalazila se je nešto sjevernije od današnje. Tijekom povijesti mijenjala je gospodare, od srpskih preko turskih do habsburških. U vrelima Inđiju prvi put spominje 1496. godine despot Jovan Branković, ali moguće je da su ljudi u Inđiji živjeli još 1455. Dok je bila pod vlašću Osmanskog carstva, u Inđiji su živjeli pretežito Srbi. 1717. godine Inđijom je zavladala Habsburška dinastija, pa je grad postao feudalna oblast pod Markom Pejačevićem. 
Srednjovjekovna Inđija bila je smještena nešto sjevernije od današnje. Današnju Inđiju osnovali su Srbi 1746. godine, kada je grad imao 60 kuća. 1791. godine grad već ima 122 kuće i 1.054 stanovnika. 
Broj stanovnika osjetno je narastao doseljavanjem Nijemaca, Čeha i Mađara početkom 19. st., što se najviše osjetilo u broju katoličkih vjernika. Godine 1835. osnovana je rimokatolička župa. Župna crkva sv. Petra apostola podignuta je poslije. Građena je četiri godine. Posvećena je 1872. godine. Crkva je impozantna i najveća je u Srijemu i nalazi se u samom gradskom središtu. Danas je kulturni spomenik. Pored nje je velika župna kuća.
Početkom 20. stoljeća Nijemci i Česi naseljavaju Inđiju, a krajem istog stoljeća dolaze i Mađari.
Broj katolika dosta je bio visok, a pokazatelj je da je na krizmi 1939. iz župe i okolnih sela bilo oko 1000 krizmanika. 
Izbijanje Drugoga svjetskoga rata dočekalo je 7900 stanovnika. Od toga je bilo 5900 katoličkih Nijemaca. Koncem rata Nijemci su protjerani te doseljeni Srbi. Nakon Drugoga svjetskoga rata iz Bosne doseljeno je u Inđiju i 400 Ukrajinaca, pripadnika Grkokatoličke Crkve. Vjernici su grkokatoličke župe Uznesenja Presvete Bogorodice. Godine 1978. godine dobili su svoju župnu crkvu, s odvojenim zvonikom u kojem su tri zvona, a u crkvenom predvorju je umjetnički izrađen blok od crnoga mramora s ikonom Presvete Bogorodice.

## Stanovništvo
Danas u Inđiji živi više od 25 000 stanovnika. Katolika je 500-tinjak u 150 obitelji: Hrvata, Mađara, Nijemaca, čak i nekoliko Poljaka i Talijana. Općina ima 45 000 stanovnika. Općini pripadaju naselja Beška, Novi Slankamen, Novi Karlovci, Krčedin, Čortanovci, Maradik, Ljukovo, Stari Slankamen, Jarkovci i Slankamenački Vinogradi.
Nakon što je 1963. godine na zahtjev Jugoslavenske narodne armije raseljeno Veliko Nabrđe radi osnivanja vojnog poligona, prema svjedočenju Rade Vlaisavljevića, najveći je broj seoskih obitelji novi dom pronašao u Inđiji.

## Prosvjeta
U Inđiji su tri osnovne škole s ukupno oko 2500 učenika te tri srednje škole.

## Gospodarstvo
Razvijena je poljoprivreda, zatim prerada pšenice, voća i povrća.
Inđija je danas jedna od razvijenijih općina u Srbiji, a privlačenjem stranih investicija Inđija je znatno uznapredovala u usporedbi s drugim općinama u Srbiji.

## Šport
- FK Inđija, nogometni klub

## Vanjske poveznice
- Web site općine Inđija